# Donald Fullilove
Donald Fullilove (Dallas, 16 maggio 1958) è un attore e doppiatore statunitense.

## Biografia
Deve la notorietà internazionale al ruolo del sindaco Goldie Wilson nel film Ritorno al futuro (1985) e poi nel sequel Ritorno al futuro - Parte II (1989). Oltre che nel cinema, ha recitato anche in diverse serie televisive e film tv.
Lavora anche come doppiatore, in particolare per film di animazione (fra cui Up) e cartoni animati (tra cui American Dad!).

## Filmografia

### Cinema
- Ultima occasione, regia di Fritz Kiersch (1985)
- Ritorno al futuro, regia di Robert Zemeckis (1985)
- Ritorno al futuro - Parte II, regia di Robert Zemeckis (1989)
- Chi non salta bianco è, regia di Ron Shelton (1992)
- Back in Time, documentario, regia di Jason Aron (2015)

### Televisione
- Scared Straight! Another Story - film tv (1980)
- Homeroom - film tv (1981)
- Hill Street giorno e notte - serie tv (1984)
- Militari su con la vita - film tv (1985)
- Professione pericolo - serie tv (1985)
- What's Happening Now! - serie tv (1986)
- Agli ordini papà - serie tv (1990)
- I quattro della scuola di polizia - serie tv (1991)

### Doppiaggio
- Jackson 5ive - serie TV (1971)
- Kid Power - serie TV (1972)
- Emergency +4 - serie TV (1973-1974)
- Le avventure del piccolo tostapane (1987)
- Happily Ever After: Fairy Tales for Every Child - serie TV (1995)
- Mulan (1998)
- Spirit - Cavallo selvaggio (2002)
- Bob aggiustatutto - serie TV (1998-2003)
- Up (2009)
- American Dad! - serie TV (2009)
- Non c'è festa senza Rex (2012)
- Monsters University (2013)

## Doppiatori italiani
Nelle versioni in italiano delle opere in cui ha recitato, Donald Fullilove è stato doppiato da:
- Vittorio Stagni in Ritorno al futuro
- Vittorio De Angelis in Ritorno al futuro - Parte II